# Danil Dmitrijewitsch Chromow
Danil Dmitrijewitsch Chromow (russisch Данил Дмитриевич Хромов; * 25. Dezember 2002) ist ein russischer Fußballspieler.

## Karriere
Chromow begann seine Karriere beim FK Rostow. Im Juni 2020 debütierte er für die Profis in der Premjer-Liga, als er am 23. Spieltag der Saison 2019/20 gegen den FK Sotschi in der Startelf stand. In jenem Spiel lief eine reine Jugendmannschaft der Rostower auf, nachdem die Profis aufgrund von COVID-Fällen unter Quarantäne gestellt worden waren. Rostow verlor die Partie mit 10:1. Chromow wurde in der 79. Minute durch Maxim Stawzew ersetzt.